# Dichromodes gypsotis
Dichromodes gypsotis är en fjärilsart som beskrevs av Edward Meyrick 1888. Dichromodes gypsotis ingår i släktet Dichromodes och familjen mätare. Inga underarter finns listade i Catalogue of Life.